# Ozarba chionoperas
Ozarba chionoperas är en fjärilsart som beskrevs av George Francis Hampson 1918. Ozarba chionoperas ingår i släktet Ozarba och familjen nattflyn. Inga underarter finns listade i Catalogue of Life.